# Josh Fox

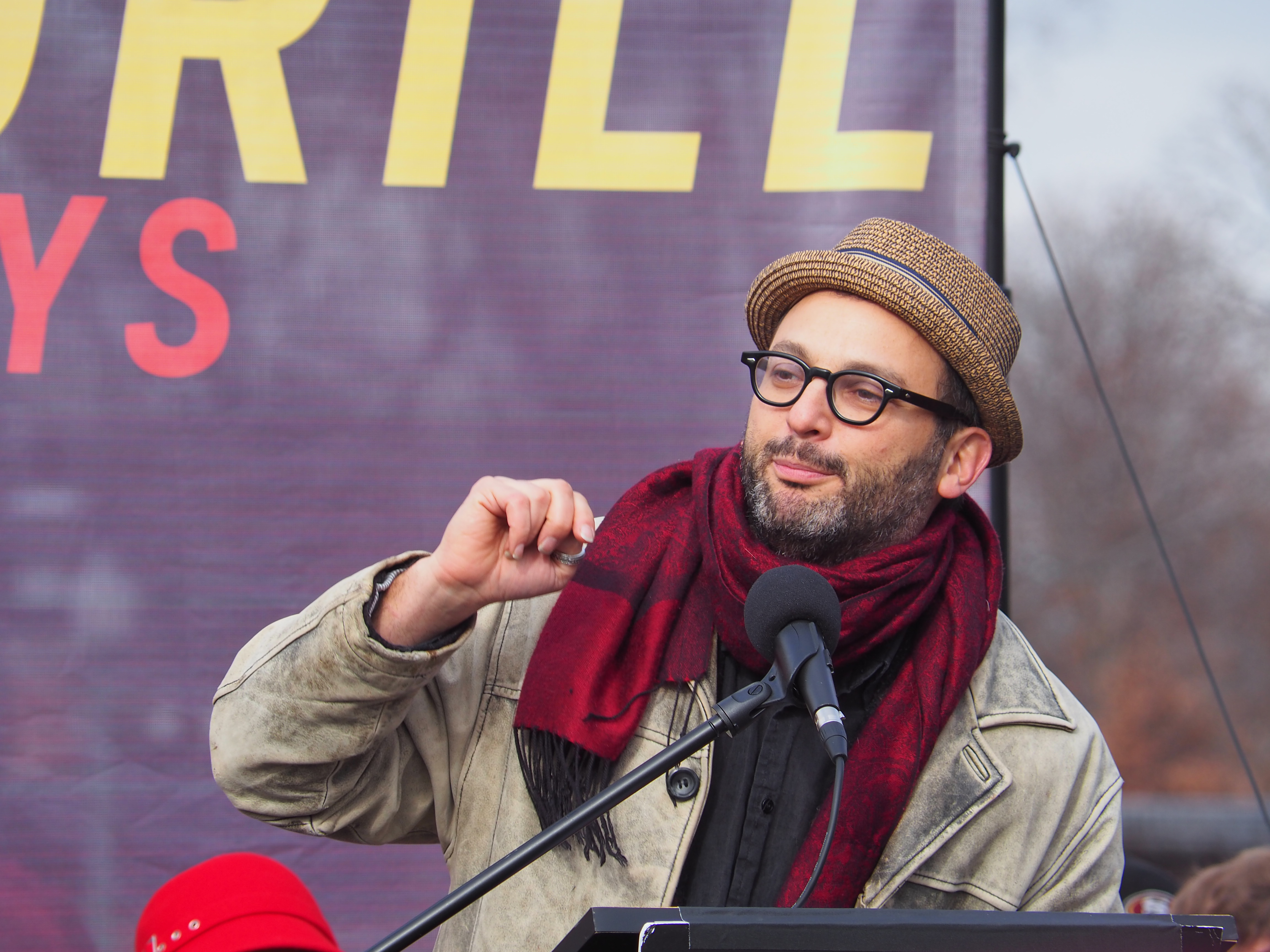
Josh Fox

Josh Fox (* 1972 in Milanville, Pennsylvania) ist ein US-amerikanischer Filmproduzent, Filmregisseur und Drehbuchautor für Dokumentarfilme.

## Karriere
Josh Fox wurde 1972 in Milanville, Pennsylvania, geboren und besuchte die Columbia University.
Im Filmgeschäft trat er 2008 das erste Mal in Erscheinung, als er für den Film Memorial Day neben seiner Regietätigkeit auch als Filmproduzent verantwortlich war und das Drehbuch dazu verfasste. Internationale Bekanntheit erreichte Fox durch die Oscarnominierung, die er gemeinsam mit Trish Adlesic erhielt, für seinen Dokumentarfilm Gasland bei der Oscarverleihung 2011. Die Idee zum Film entstand, als ihm eine Firma im Mai 2008 100.000 US-Dollar für sein Land bot, um das dort vorhandene Gasvorkommen zu erschließen. Für diesen Film erhielt er gemischte Kritiken und selbst in Europa wurde der Widerstand gegen das Fracking größer.
Im Anschluss daran produzierte er für den Sender Home Box Office (HBO) die Dokumentation Gasland Part II, die im Jahr 2013 ausgestrahlt wurde.

## Filmografie
- 2008: Memorial Day
- 2010: Gasland (Dokumentarfilm)
- 2012: Occupy Sandy (Dokumentarkurzfilm)
- 2012: The Sky Is Pink (Dokumentarkurzfilm)
- 2013: Gasland Part II (Dokumentarfilm)
- 2016: How to Let Go of the World and Love All the Things Climate Can’t Change (Dokumentarfilm)
- 2016: DIVEST! The Climate Movement on Tour (Dokumentarfilm)
- 2017: Awake, a Dream from Standing Rock (Dokumentarfilm)